# Sterling Spencer
Sterling Spencer (* 26. Mai 1986 in Pensacola (Florida)) ist ein US-amerikanischer Profisurfer. Er startete seine Karriere 2006 in der World Surf League in Men’s Championship Tour. Außerdem macht er Comedyfilme und hat seinen eigenen Comedypodcast namens Pinch My Salt.

## Familie
Sterling Spencer ist das jüngste der drei gemeinsamen Kinder von Yancy Spencer III (1950–2011), ebenfalls Profisurfer, Surfshop-Magnaten und Pionier der Golfküsten-Ripper, sowie seiner Frau Lydia Ann Spencer. Yancy gilt allgemein als der Vater des Golfküsten-Surfens. Sterlings Schwester ist die Schauspielerin Abigail Spencer. Sterling Spencer ist mit Amanda Spencer verheiratet. Die beiden haben einen gemeinsamen Sohn.

## Karriere
Spencer begann schon als Kleinkind mit seinem Vater zu surfen, zeigte schon früh großes Talent und erhielt mit acht Jahren einen Sponsorenvertrag mit Billabong. Weil Spencer in den späten 2000er Jahren Weltklassesurfen mit Comedy verknüpfte, wurde er zur Surfikone. Nach dem Tod seines Vaters 2011, litt er an einer schweren Depression. Bei einem Surfunfall im Jahr 2019 zog er sich eine Hirnverletzung zu, was das Ende seiner Profikarriere als Surfer bedeutete. Am 27. Oktober 2022 startete Spencer seinen eigenen Comedy-Surfpodcast Pinch My Salt zusammen mit seinem Cousin Ryan Spencer. 2024 brachte er auch sein eigenes Merchandise heraus.

## Unfall
2019 verletzte sich Sterling während des Surfens schwer. Er bekam mit voller Wucht eine Finne seines Surfbretts an den Kopf. Seine Wunde verheilte gut, doch durch den Unfall hatte Spencer auch eine Hirnverletzung, die der behandelnde Arzt nicht entdeckte. Die Hirnverletzung blieb so lange unentdeckt, bis Sterling an Lähmung litt. Sterling zog an den North Shore von Hawaii, um dort seine Depression auszukurieren. Ein anderer Arzt diagnostizierte endlich seine Hirnverletzung und erkannte diese als Ursache seiner Gelähmtheit. Schließlich heilte seine Verletzung vollständig.